# Frederic William Burton

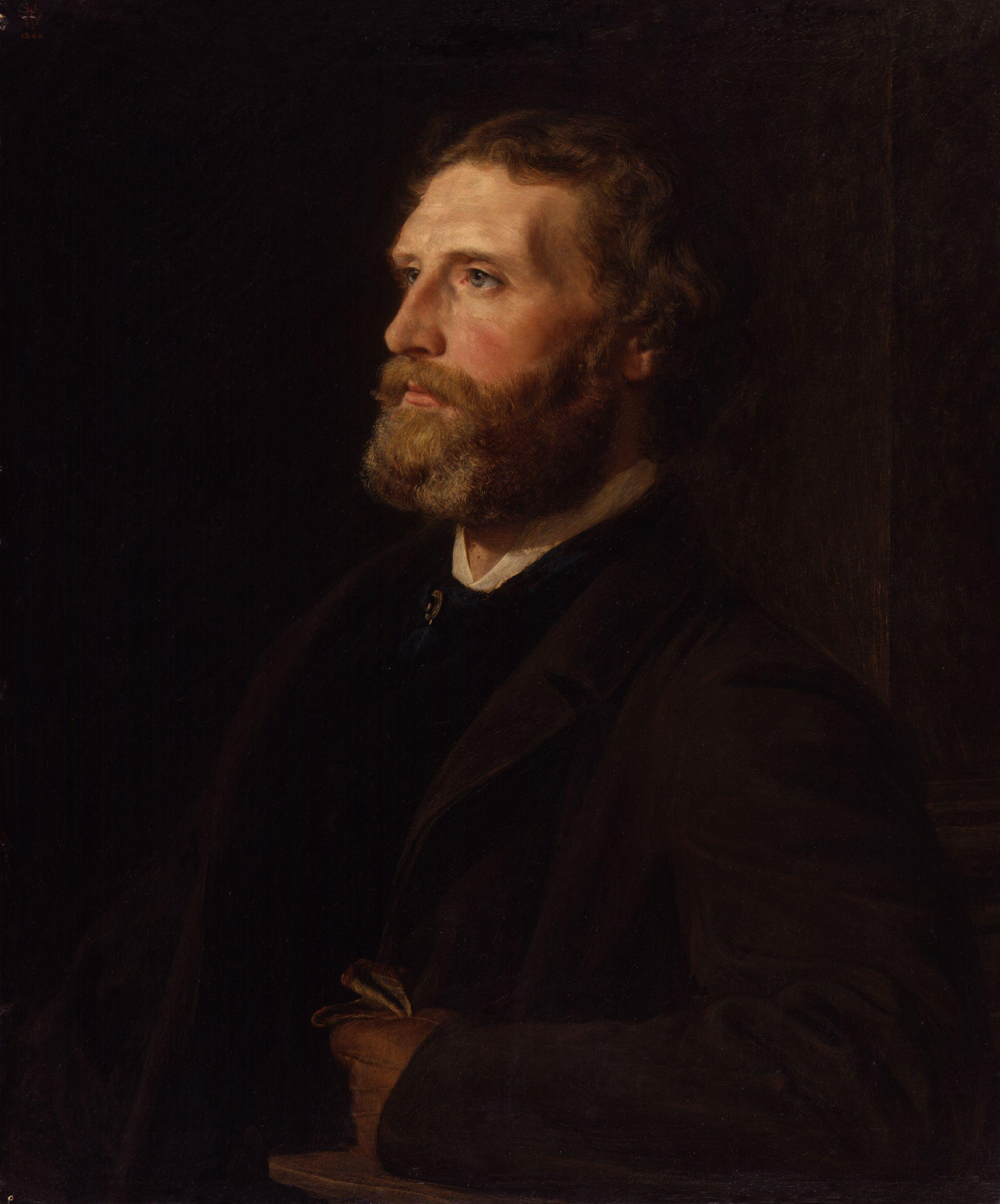
Sir Frederic William Burton, door Henry Tanworth Wells (1863), National Portrait Gallery, Londen

Sir Frederic William Burton (Ierland, 8 april 1816 – Londen, 16 maart 1900) was een Iers kunstschilder, geassocieerd met de prerafaëlieten. Hij was ook de derde directeur van de National Gallery, Londen. Hij werd geboren in Corofin House bij het Inchiquin meer in County Clare, Ierland.

## Leven en werk
Burton kreeg een kunstopleiding in Dublin en exposeerde voor het eerst in 1842 bij de Royal Academy of Arts. Tussen 1841 en 1851 maakte hij diverse reizen door Europa en van 1851 tot 1858 werkte hij in dienst van Maximiliaan II van Beieren. Daarna keerde hij terug naar Groot-Brittannië.
Burton schilderde vooral vanaf 1860 in de stijl van de prerafaëlieten, vaak portretten en historische taferelen, in olie zowel als waterverf. Zijn bekendste werken zijn The Aran Fisherman's Drowned Child (1841) en Hellelil and Hildebrand , Meeting on the Turret Stairs (1864).
Burton bekleedde belangrijke functies in de Britse kunstwereld. Gedurende twintig jaar was hij directeur van de National Gallery te Londen. Als zodanig kocht hij belangrijke werken aan, zoals Leonardo da Vinci's Maagd op de rotsen en Raphael's Ansidei Madonna.
Burton overleed in 1900 te Londen en werd begraven te Dublin.

## Galerij

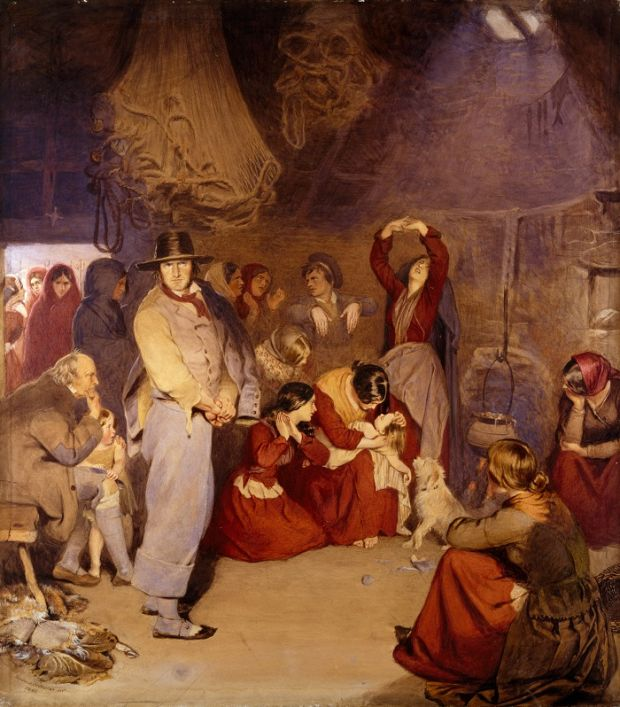
The Aran Fishermans Child, 1841 (waterverf), National Gallery, Londen
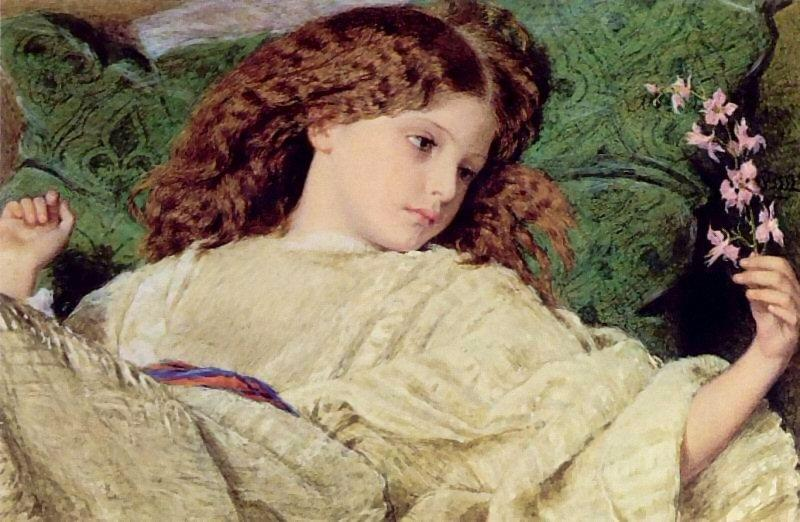
Dreams, 1863
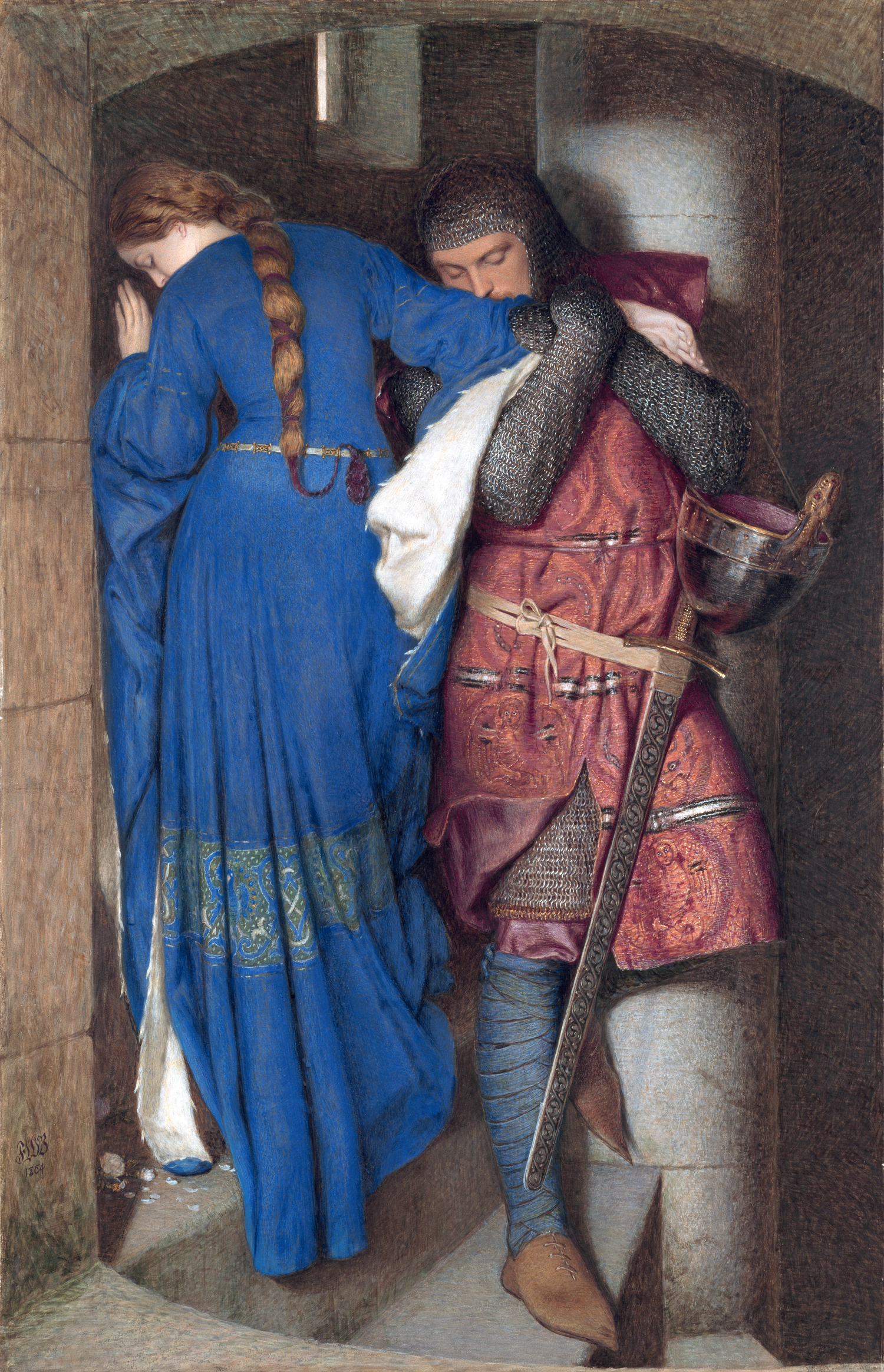
Hellelil and Hildebrand, the Meeting on the Turret Stairs, 1864, National Gallery, Londen